# Andreas Mannkopff
Andreas Mannkopff (né le 17 mai 1939 à Berlin, mort le 9 octobre 2015 dans la même ville) est un acteur allemand.

## Biographie
Andreas Mannkopff suit des cours de dramaturgie classique auprès de Fritz Kirchhoff puis joue dans des cabarets à Berlin, à Heidelberg et au Kom(m)ödchen à Düsseldorf. Il joue aussi au théâtre, au Schlosspark Theater à Berlin et sous la direction notamment de Hans Lietzau, Boy Gobert, Heribert Sasse ou Alfred Kirchner.
Mannkopff est l'un des visages que l'on voit le plus fréquemment au cinéma et à la télévision en Allemagne dans les années 1970 et 1980.
Par ailleurs, il est aussi acteur de doublage. Il est la voix allemande de John Candy, Benny Hill ou Kenneth Connor, Paul McCartney dans Yellow Submarine.

## Filmographie

### Cinéma
- 1966 : Les Dieux sauvages : Sandro (Voix, non crédité)
- 1967 : Das Geständnis eines Mädchens : Kutte
- 1968 : Commissaire X - Trois panthères bleues : William Rogers (Voix, non crédité)
- 1968 : Petits Secrets
- 1968 : The Valley of Death : Adams (Voix, non crédité)
- 1969 : Donnerwetter! Donnerwetter! Bonifatius Kiesewetter : Student Däubl
- 1971 : Les gourmandines : Verkäufer
- 1971 : Les Hôtesses du sexe : Cinema-goer (non crédité)
- 1972 : Zum zweiten Frühstück heiße Liebe : Ehemann
- 1974 : Gina Wildkatze : Jimmy (Voix, non crédité)
- 1975 : Das Amulett des Todes (de) : Corinna's Colleague
- 1976 : Jack l'éventreur : Inspector Selby
- 1980 : Fabian : Gastwirt
- 1981 : Kein Land
- 1982 : Kamikaze 89 : Wechselschichtregisseur
- 1982 : Sei zärtlich, Pinguin
- 1983 : Plem, Plem - Die Schule brennt : Charlie
- 1984 : Flußfahrt mit Huhn : Heinz
- 1984 : Sigi, der Straßenfeger : Polizist auf der Wache
- 1985 : André schafft sie alle : Niklas (en tant que Andreas Mannkopf)
- 1985 : Drei und eine halbe Portion
- 1985 : Otto – Der Film : Haenlein
- 1985 : Vampires à La Havane : Radiosprecher (German version, voice)
- 1987 : Shao ye de mo nan
- 1987 : Vorfall am Fluß
- 1987 : Young Love: Lemon Popsicle 7 : Schnitzer jun. (Voix, non crédité)
- 1989 : Bangkok Story : Jens Martin Meier
- 1989 : Beim nächsten Mann wird alles anders : Jürgen Stücklein
- 1989 : La Danseuse (Maihime) : Tonio Busch
- 1996 : Rapt aux Caraïbes
- 1997 : Nuits perdues : Bruno
- 2001 : Null Uhr 12 : Kneipier
- 2004 : Samba à Mettmann (Samba in Mettmann) : Polizist
- 2009 : Männersache : Onkel Peter

### Courts-métrages
- 1973 : Kennen sie Fernsehen?
- 1994 : Duell im Labyrinth
- 2016 : Song of a Toad

### Télévision

#### Séries télévisées
- 1966 : Schnappschüsse - Streiflichter aus der Dunkelkammer
- 1969-1970 : Ida Rogalski : Thomas Rogalski
- 1972 : Das Jahrhundert der Chirurgen : Jeffries' Bekannter
- 1972 : Die Pulvermänner
- 1972-1993 : Tatort : Bruno / Otto Patschke / Assistent Wolf
- 1973 : Lokaltermin : Willi Runge
- 1975 : Beschlossen und verkündet : Franz Zeissig
- 1975 : Dr. Muffel's Telebrause : Various
- 1975 : Unter einem Dach : Schulz
- 1976-1982 : Direktion City : Peter Drawinski
- 1979 : Die Koblanks : Postbeamter
- 1980 : Opération Trafics : Lothar Kirchheim
- 1981 : Café Wernicke : Arbeiter Dieter / Nazi-Schläger #1
- 1981-2004 : Löwenzahn : Bauer / Bauer Schievelbein / Mitarbeiter E-Werk / ...
- 1982 : Jack Holborn : Vronsky
- 1983 : Ich heirate eine Familie... : Autohändler
- 1983 : Mandara : Narrator
- 1983 : Wie im Leben
- 1984 : Les Aventures du jeune Patrick Pacard : Harry Ried / Harry
- 1984 : Turf
- 1984-1988 : Berliner Weiße mit Schuß : Kalle / Prätsch / Polizist Paul
- 1985 : Oliver Maass : Marek
- 1985 : The Adventures of Dr. Bayer : Herr Seibold
- 1986 : Detektivbüro Roth
- 1986 : Teufels Großmutter : Polizist Gisbert Schulz
- 1986-1991 : Die Wicherts von nebenan : Heinz
- 1986-1991 : Un cas pour deux : Winfried Winter / Kommissar Schlenske
- 1987 : Hafendetektiv
- 1987 : Wartesaal zum kleinen Glück : Neuner
- 1988 : Feuerbohne e.V.
- 1988 : Justitias kleine Fische
- 1988 : Liebling Kreuzberg : Amtsanwalt Grimm
- 1988 : Praxis Bülowbogen : Werkstattchef Hübner
- 1988-1989 : La Clinique de la Forêt-Noire : Arzt im Hamburger Unfallkrankenhaus
- 1989 : Benjamin l'éléphant (Benjamin Blümchen) : Pilot
- 1989 : Der Landarzt : Justizhauptsekretär Clausen
- 1990 : Hotel Paradies : Beas Vater
- 1990 : Lauter nette Nachbarn : Alfred Döbert
- 1990 : Pension Corona
- 1990 : Ron & Tanja : Paul Potter
- 1990-1991 : Wie gut, daß es Maria gibt : Postbeamter
- 1991 : Der Hausgeist : Nachtwächter Horst
- 1991 : Die lieben Verwandten : Herr Brodbeck
- 1991 : L'enfant connaît l'assassin
- 1991-1995 : Das Traumschiff : Oskar Scheffler / Anton Lohmann / Schiffskoch
- 1991-1998 : Großstadtrevier : Leibholz / Baumann
- 1992 : Der Millionenerbe
- 1992 : Au rythme de la vie (Gute Zeiten, schlechte Zeiten) : Mike Carr (1992)
- 1992 : Tücken des Alltags
- 1992-1993 : Freunde fürs Leben : Otto Lehmbruck / LKW-Fahrer Anton
- 1992-2002 : Wolff, police criminelle : Bolle / Erster Streifenpolizist
- 1993 : Auto Fritze
- 1993 : Glückliche Reise : Oskar
- 1993 : Unter einer Decke : Siggis Vater
- 1993-1996 : Immer wieder Sonntag : Oskar
- 1993-1998 : La joyeuse tribu : Bootsmann Wutzki
- 1994 : Immenhof : Herr Nilius
- 1995 : Die Staatsanwältin : Otto Ludwig
- 1995 : Doppelter Einsatz : Petar
- 1995 : Unser Lehrer Doktor Specht : Herr Brösel
- 1995 : Wir sind auch nur ein Volk
- 1996 : Ein flotter Dreier : Herr Oehlke
- 1996 : Mona M. - Mit den Waffen einer Frau
- 1996 : Wolkenstein : Paul
- 1997 : L'Enquêteur (Der Fahnder) : Franz Behrmann
- 1997 : Une équipe de choc
- 1997 : Section K3
- 1997-2004 : Charly la malice : Bankangestellter
- 1998 : Anitas Welt : Herr Biederstädt
- 1998 : En quête de preuves : Abgeordneter Krumm
- 1998 : Lukas : Pfarrer Karl-Heinz Schürmann
- 1999 : Balko : Koch
- 1999 : Immer Ärger mit Arno
- 1999 : Schwarz greift ein : Fritz Donner
- 2000 : Helicops : Gerstenbergs Partner
- 2001 : Bronski & Bernstein : Klaus Krahl
- 2001 : Küstenwache : Kapitän Küven
- 2001 : Streit um Drei : Horst Leichsenring
- 2001 : Victor - Der Schutzengel : Rosie
- 2001-2005 : Sperling : Hausmeister Schule / Bauleiter
- 2002 : Benjamin l'éléphant (Benjamin Blümchen) : Pinki
- 2002 : Tabaluga : Shouhu
- 2005 : Sabine!!
- 2008 : Dell & Richthoven : Museumswärter

#### Téléfilms
- 1963 : Der Parasit : Karl
- 1964 : Der Arzt wider Willen : Leander
- 1967 : ...und zweitens bin ich siebzehn! : Thomas Barclay
- 1967 : Anneliese ruft Krokodil : Peilfunker
- 1968 : Scherzo am Wege - Chansons im Grünen
- 1970 : Auf und davon : Zimmerkellner
- 1971 : Kassensturz : Winklers Assistent
- 1972 : Tod im Studio
- 1974 : Ermittlungen gegen Unbekannt
- 1975 : Hurra - ein Junge : Professor Waldemar Weber
- 1977 : Das Ende der Beherrschung : Herbert
- 1979 : Schattengrenze : 1. Steuerfahnder
- 1980 : Die Gräfin vom Chamissoplatz. Eine Geschichte aus dem heutigen Berlin : Tramitz
- 1982 : Dannys Traum : Danny's father
- 1982 : Die Präsidentin : La Moulaine
- 1985 : 250.000 Mücken im Pappkarton : Zwietsch
- 1985 : Der Schiedsrichter : Siebold
- 1986 : Terminus : Alex
- 1986 : Wanderungen durch die Mark Brandenburg : Hühnerbein
- 1989 : Drunter und drüber : Durchsage über Polizeifunk (Voix, non crédité)
- 1989 : Killer kennen keine Furcht : Gangster Hans
- 1989 : Letzte Nachrichten
- 1989 : Reineke Fuchs : Isegrim (Voix)
- 1989 : Singles : Martin
- 1990 : Ewald - Rund um die Uhr
- 1990 : Willi - Ein Aussteiger steigt ein
- 1991 : Ausgetrickst : Michael Bode
- 1993 : Das Paradies am Ende der Berge : Kalle Kohlmann
- 1993 : Die Spur führt ins Verderben
- 1994 : Fünf Millionen und ein paar Zerquetschte
- 1995 : Ach du Fröhliche
- 1995 : Inka Connection
- 1995 : Theaterdonner
- 1996 : Ehebruch - Eine teuflische Falle! : Clubbesitzer
- 1997 : Liebe Lügen
- 1998 : Das Finale : Ernst-Hermann
- 1998 : Der dreckige Tod : Spediteur
- 1999 : Nur ein toter Mann ist ein guter Mann
- 2000 : Ein lasterhaftes Pärchen : Barkeeper
- 2000 : Wenn man sich traut
- 2001 : Ein Stück vom Glück : Gefängniswärter
- 2001 : Quand la fortune s'emmêle : Inhaber Lotto-Laden
- 2001 : Strass et stress : Ecki
- 2002 : Die Westentaschenvenus : Herr Schlüter
- 2003 : Hilfe, ich bin Millionär : Michalke
- 2003 : Héritier malgré lui : Herr Karl Bogner
- 2006 : Ein Hauptgewinn für Papa : Bürgermeister
- 2009 : Tierisch verliebt : Fritz Behrendts